# Prionurus
Prionurinae è una sottofamiglia di pesci d'acqua salata della famiglia Acanthuridae, comprendenti 7 specie classificate con l'unico genere Prionurus.

## Distribuzione e habitat
Le specie del genere Prionurus sono diffuse nelle acque del Pacifico comprese tra l'Australia, l'Indonesia, il Giappone e la Costa Rica.

## Acquariofilia
Alcune specie sono ospiti di acquari pubblici poiché, viste le dimensioni (tra i 50 e gli 80 cm) difficilmente potrebbe essere allevato da un privato nel suo acquario domestico.

## Specie
- Prionurus biafraensis
- Prionurus chrysurus
- Prionurus laticlavius
- Prionurus maculatus
- Prionurus microlepidotus
- Prionurus punctatus
- Prionurus scalprum